# 前亭镇
前亭镇，是中华人民共和国福建省漳州市漳浦县下辖的一个乡镇级行政单位。

## 行政区划
前亭镇下辖以下地区：
大社村、圩仔村、庄厝村、刘下村、文山村、顶埕村、洛运村、过港村、田中央村、崎沙村、桥仔头村、江口村和后蔡村。